# メリーガーランド

『メリーガーランド』は、Funplestream株式会社によって運営されていたスマートフォン用ゲームアプリ。Android版は2019年1月31日、iOS版は同年2月11日にサービス開始。基本プレイ無料（アイテム課金制）。内容は放置系美少女RPG。
2021年2月25日をもってサービスを終了、2021年3月3日にSpringcomesより、本作のグローバル版となる後継アプリ『アビス:リバースファントム』のサービスが開始された。

## 概要
アマグニと呼ばれる世界で、記憶を失った天使レーニアと、記憶と体を失った主人公が、旅をする物語。
放置ゲームというゲームジャンルでありながら、しっかりとストーリーが展開されるのが特徴。

## ゲームシステム
横スクロールの最大8人のキャラクターが戦うRPG。ステージ端にあるポッドを壊して進行していき、最大ステージを更新するに従い、ストーリーが展開される。
Re:codeと呼ばれるアクションでロスメモという強化アイテムが手に入りキャラクターを強化できる。
ロスメモを使って強化する強化値と、干渉力（ゴールド）を使ってLVを上げる、二つの育成システムが採用されている。

## ストーリー
記憶を失った天使「レーニア」と記憶と体を失った「主人公」が失ったものを取り戻すため、願いをかなえる花「メリーガーランド」を求める物語。
主人公がもつ、Re:codeという「巻き戻りの力」と「そばにいる仲間たちを強くする力」で、仲間たちを増やしながら、アマグニを旅していく。

## エピソード
1. 戦場の戦士たち
2. 都市と銃
3. フロンティア
4. 東方
5. 過去の因果
6. 夜の国
7. 竜を待つ少女
8. 記憶と心
9. 闇に近づく花
10. 時限の器

## 世界観
アマグニと呼ばれる世界であり、死の概念がなく、時の流れもないといわれている。
ポータルといわれる地域がポッド（ゲート）でつながっており、ポータルの集合体をエリアと呼ぶ。
エリア間の移動は、隣のエリアに接続しているポータルからポッドを使って移動する。
現在確認されるエリアは、戦場、都市（学園）、サイバー、東方、夜、幻想、闇、極東、極北、混沌、南国など。

## 用語
- メリーガーランド

　願いをかなえる花と呼ばれるモノ。誰しもが知っているが、なぜ知っているのか？誰から聞いたかは誰も知らない。
- アマ

　アマグニで生まれる怪物。無限に生まれるが倒すと一定期間出現しなくなる。
- ゲート

　ポータル間を移動するための門。ポータルに入る→ゲートに侵入する、という流れ。
　ゲートの移動は稀に失敗し、想定しないところに出てしまうことがある。
- ゲートラウンジ

　ゲートの移動に失敗した人々が集まる場所。
- ツェルト

　アマが出ない謎のポータル。ほかにも南国などもアマが出ないポータルとなっている。
　なぜアマが出てこないのかは不明。

## 登場人物
- 主人公

　声-
　プレイヤー。記憶と体を失った通称ユーレイ（オバケ）。
　100人を超えるキャラクターをKANO（彼女）にすることができる精神的ハーレム体質。
- レーニア

　声-和氣あず未
　本作のヒロインであり、唯一戦わないキャラクター。
　主人公が大好きで甘えん坊。やさしく、だれかれ構わず「ちゃん」付けで呼ぶ。ただし、目上の人や苦手な人にはさん付けで呼ぶこともある。
　主人公のそばにいないと体調が悪くなるようだが、精神的なものだと考えられる。
- ティグレ

　声-桑原由気
　東方で放浪している獣人の少女。家族に強い執着があるらしい。
　強気男っぽい口調だが、よくしおれる虎の子。
- ミュゲ

　声-中村桜
　学園ニネヴェのエースアタッカー。飄々としながらも抜け目のない曲者。
　夜の世界で修業をしており、狐の獣人を尊敬している。
- ビクニ

　声-田中茉理花
　夜の国のナンバー1。その実力はほかの国にも響いている。
　しかし、本人は戦いを望んでいるわけではなく、
　敵を引き付ける不幸体質の結果、アマを蹴散らし名声を得ているようだ。
- ユーク

　声-福原香織
　幻想の国で自警団をしていた少女。メリーガーランドを探す旅に出て、それ以降行方不明となっていた。
　メリーガーランドに触れ、その存在の強さを知ることとなる。
　自分を救ってくれた主人公たちに、強い恩義を感じている模様。
- ラキア

　声‐？？？
　　レーニアを狙う謎の少女。その実力は主人公たちが束になってもかなわないほど。
　主人公とも何らかの縁がある模様。
- トルリ

　声‐？？？
　ラキアとともにレーニアを狙う。ラキアに比べて直情的で、短絡的。一方で情に厚く、
　強い意志もある。ラキア同様に主人公とも何らかの縁があるようだが…？

## 参加声優一覧
- ティコ 悠木碧
- ライラ 上田麗奈
- イメリナ　宮本侑芽
- ピルキル　楠木ともり
- ルミナス　Machico
- ケトル　野水伊織
- デガス　森永千才
- フェリス　青山吉能
- リラ　ブリドカットセーラ恵美
- リリィ・レーチェ・ディア　神山裕紀
- フォーリア　和多田美咲
- ゼネバ　上田瞳
- シャビン　戸田めぐみ
- バルダリア　泊明日菜
- カシュ　鈴代紗弓
- ユーク　福原香織
- イルーナ　香里有佐
- コトコ　長江里加
- ネージュ　上原あかり
- ハスナ　木野日菜
- ニグラ　古木のぞみ
- リュンヌ・シェスタ―・パパイヤ　西田望見
- ミュー・アリア・ロシェ　秦佐和子
- クルスティオ・ミクリャ・シクル　久保田梨沙
- イザナ・マチ・コットン　水間友美
- カチェフ・マイ・ユカ　立花日菜
- ラティニ・アルコ・グレース　近藤玲奈
- ベル・ジル・セーヴ　大野柚布子
- ティグレ・フレイ・ハッチ　桑原由気
- アミン・ミニー・アイカ　中島優衣
- レネ・ミカゲ・テスラ　珠宮夕貴
- ビクニ・ルイン・ティセ　田中茉理花
- ヴェーガ・ラフォーレ・カナ　齋藤小浪
- マリーダ・アスファ・ウィン　佐藤舞
- ルッピ・ミュゲ・シアン　中村桜
- ミナンダ・ペギュ・ヒナコ　安田奈緒子
- カオルコ・パニー・ネイブ　水口まつり
- フローリア・トルテ・ピア　結崎このみ
- サーシャ・ユーズィー・キオ　白沢はる
- ネルシィ・パティ・レグル　東郷しえり
- ハリュ・キャロット・エスタ　深町未紗
- ミカエラ・ギュンター・リアーヌ　胡麻鶴彩
- イオラ・シャーリン・ニルギリ　桜井菜々絵
- ネネ・エミリオ・フィア　今泉りおな
- ソング・メイファ・ルル　豊永実紀
- ダマーラ・ベオラーダ・ユースフ　日野佑美
- ピングゥ・ヨモギ・シュシュ　音羽里奏
- ジュール・フレイ 帝子
- マル・アルニ・セラ　倉田莉凪
- フレイ　天沢カンナ
- ベルり・ルシャ・エノーラ　島田紗希
- ティアラ・ビエルサ・リセ　天宮みや

## ぐるぐるリガランド
本ゲームの解説漫画としてお知らせから確認できる。作画は憂目さとが担当